# Sudan Beach
Der Sudan Beach ist ein kleiner Kiesstrand an der Nordküste Südgeorgiens. Auf der Greene-Halbinsel liegt er am Ostufer des Moraine Fjord.
Teilnehmer der Schwedischen Antarktisexpedition (1901–1903) unter der Leitung Otto Nordenskjölds nahmen eine grobe Vermessung dieses Gebiets vor. Eine weitere Vermessung und die Benennung erfolgte 1951 durch Wissenschaftler des Falkland Islands Dependencies Survey (FIDS). Namensgeber sind Sudanfarbstoffe, die der FIDS bei der Anfertigung histologischer Präparate gebraucht hatte.